# Nekrolog Juni 2015
Nekrolog
◄◄
| ◄
| 2011
| 2012
| 2013
| 2014
| 2015 | 2016 | 2017 | 2018 | 2019 | ► | ►►
Januar |
Februar |
März |
April |
Mai |
Juni |
Juli |
August |
September |
Oktober |
November |
Dezember 2015
Weitere Ereignisse | Allgemeiner Nekrolog 2015
Die Beschreibung der verstorbenen Person sollte so kurz wie möglich gehalten sein und nur deren signifikante Tätigkeit(en) enthalten.
Neue Namen ggf. auch unter dem Geburts- und Sterbedatum, also etwa unter 1. Januar und im Geburts- und Sterbejahr (2024) eintragen (nur bei entsprechender großer Wichtigkeit). Für Beispiele siehe die schon vorhandenen Artikel.
Außerdem über die fünf zuletzt Verstorbenen, zu denen es einen ausreichend guten Artikel für eine Präsentation auf der Hauptseite gibt, nach der todesbedingten Überarbeitung der Artikel ggf. auch unter Wikipedia Diskussion:Hauptseite informieren und sie am besten auch in den anderen Wikipedia-Sprachversionen eintragen. Tipp: Regelmäßig bei news.google.de nach „ist tot“, „gestorben“ oder „verstorben“ suchen.
Wenn eine Person gestorben ist, gibt es viele Seiten zu dieser Person in der Wikipedia, die davon auch betroffen sind und entsprechend aktualisiert werden müssen. Beispiele: Namenübersichtsseite, Geburtsjahr, Geburtsort-Seiten und viele mehr.
Wie finde ich die betroffenen Seiten?
Im Suchfeld auf der linken Seite gibt man den Suchbegriff so ein: „Vorname Nachname“. Dann klickt man auf Volltext und alle Seiten mit entsprechendem Suchtext werden aufgerufen. Hier sieht man dann schnell, wo auch das Todesjahr Sinn macht oder sogar ein Teil des Artikels angepasst werden muss. Auch hilft das „Werkzeug“ auf der linken Seite sehr gut, um solche Seiten aufzufinden: „Links auf diese Seite“. Somit ist die Wikipedia wieder aktuell in allen Bereichen! Hinweis: bei Eintragung der Kategorie „Gestorben JAHR“ wird der Missbrauchsfilter 49 ausgelöst, was jedoch nicht schlimm ist. Siehe: Spezial:Missbrauchsfilter/49
Dies ist eine Liste von im Juni 2015 verstorbenen bekannten Persönlichkeiten. Die Einträge erfolgen innerhalb der einzelnen Daten alphabetisch sortiert. Tiere sind im Nekrolog für Tiere zu finden.

## Juni
| Tag      | Name                                  | Beruf, bekannt als                                                          | Alter | Beleg  |
| -------- | ------------------------------------- | --------------------------------------------------------------------------- | ----- | ------ |
| 30. Juni | Klaus Bürgle                          | deutscher Grafiker                                                          | 89    |        |
| 30. Juni | Edward Burnham                        | britischer Schauspieler                                                     | 98    |        |
| 30. Juni | Robert Dewar                          | US-amerikanischer Informatiker                                              | 70    |        |
| 30. Juni | Ludwig Doerr                          | deutscher Organist                                                          | 89    |        |
| 30. Juni | Meir Ezrī                             | israelischer Diplomat                                                       | 91    | [ 1 ]  |
| 30. Juni | Charles Harbutt                       | US-amerikanischer Fotojournalist                                            | 79    |        |
| 30. Juni | Heinrich Köle                         | österreichischer Mediziner                                                  | 94    |        |
| 30. Juni | Eddy Louiss                           | französischer Jazzmusiker                                                   | 74    |        |
| 30. Juni | Evelyn Monier-Williams                | britischer Jurist                                                           | 95    |        |
| 30. Juni | Paolo Piffarerio                      | italienischer Comiczeichner                                                 | 90    |        |
| 30. Juni | Leonard Starr                         | US-amerikanischer Comiczeichner                                             | 89    |        |
| 30. Juni | Bob Whitlock                          | US-amerikanischer Jazzmusiker                                               | 84    |        |
| 29. Juni | Hischam Barakat                       | ägyptischer Jurist                                                          | 64    |        |
| 29. Juni | Gustav Büsing                         | deutscher Motorsportjournalist und Fernsehkommentator                       | 72    |        |
| 29. Juni | Ladislav Chudík                       | slowakischer Schauspieler, Theaterregisseur, Pädagoge und Politiker         | 91    |        |
| 29. Juni | Alain De Greef                        | französischer Rundfunkintendant                                             | 68    |        |
| 29. Juni | Jack Disney                           | US-amerikanischer Sportjournalist                                           | 80    |        |
| 29. Juni | Hans Fitzinger                        | österreichischer Soldat, Lehrer, Musiker und Autor                          | 91    |        |
| 29. Juni | Glenn Ford                            | US-amerikanisches Justizopfer                                               | 65    |        |
| 29. Juni | Hartwig Lödige                        | deutscher Buchautor                                                         | ≈45   | [ 2 ]  |
| 29. Juni | Lorena Martínez O’Neil                | uruguayische Künstlerin                                                     | 38    |        |
| 29. Juni | Josef Masopust                        | tschechoslowakischer Fußballspieler und -trainer                            | 84    |        |
| 29. Juni | Dorothea Melis                        | deutsche Modejournalistin                                                   | 77    |        |
| 29. Juni | Bryan Nelson                          | britischer Ornithologe                                                      | 83    |        |
| 29. Juni | Charles Pasqua                        | französischer Politiker                                                     | 88    |        |
| 29. Juni | Bruce Rowland                         | britischer Schlagzeuger                                                     | 74    |        |
| 29. Juni | Ionel Solomon                         | französischer Physiker                                                      | 86    |        |
| 29. Juni | Jackson Vroman                        | US-amerikanischer Basketballspieler                                         | 34    |        |
| 29. Juni | Roland Wegemann                       | deutsch-rumänischer Handballspieler und -trainer                            | 87    |        |
| 28. Juni | Ian Allan                             | britischer Verleger                                                         | 93    |        |
| 28. Juni | Goran Brajković                       | kroatischer Fußballspieler                                                  | 36    |        |
| 28. Juni | Robert C. Broward                     | US-amerikanischer Architekt                                                 | 89    |        |
| 28. Juni | Jack Carter                           | US-amerikanischer Schauspieler, Komiker und Moderator                       | 93    |        |
| 28. Juni | Helmut Haag                           | deutscher Journalist                                                        | 93    |        |
| 28. Juni | Dietrich Haugk                        | deutscher Filmregisseur und Synchronsprecher                                | 90    |        |
| 28. Juni | Louis Norberg Howard                  | US-amerikanischer Mathematiker                                              | 86    |        |
| 28. Juni | Wilhelm von Ilsemann                  | deutscher Industriemanager                                                  | 93    |        |
| 28. Juni | Udo Kunz                              | deutscher Unternehmer und Politiker                                         | 91    |        |
| 28. Juni | Joe Lobenstein                        | britischer Politiker                                                        | 88    |        |
| 28. Juni | Hans-Michael Maertens                 | deutscher Politiker                                                         | 76    |        |
| 28. Juni | Klaus Schreiner                       | deutscher Historiker                                                        | 84    | [ 3 ]  |
| 28. Juni | Jope Seniloli                         | fidschianischer Politiker                                                   | 76    |        |
| 28. Juni | Todor Slavov                          | bulgarischer Rallyefahrer                                                   | 31    |        |
| 28. Juni | Wally Stanowski                       | kanadischer Eishockeyspieler                                                | 96    |        |
| 28. Juni | Ludwig Steiner                        | österreichischer Diplomat und Politiker                                     | 93    |        |
| 28. Juni | Hidehito Ueda                         | japanischer Filmregisseur                                                   | 61    |        |
| 28. Juni | Ben Wattenberg                        | US-amerikanischer Journalist und Autor                                      | 81    |        |
| 27. Juni | Jane Aaron                            | US-amerikanische Trickfilmerin und Kinderbuchillustratorin                  | 67    |        |
| 27. Juni | Emerson Able                          | US-amerikanischer Musiker und Musikpädagoge                                 | 84    |        |
| 27. Juni | Gerd Bacher                           | österreichischer Journalist und Rundfunkintendant                           | 89    |        |
| 27. Juni | Heinz Bäskau                          | deutscher Pädagoge und Sportwissenschaftler                                 | 90    |        |
| 27. Juni | Kathryn Barnard                       | US-amerikanische Entwicklungswissenschaftlerin                              | 77    |        |
| 27. Juni | Zvi Elpeleg                           | israelischer Arabist und Politiker                                          | ≈89   |        |
| 27. Juni | Dieter Knibbe                         | österreichischer Althistoriker und Epigraphiker                             | 80    |        |
| 27. Juni | Herbert Liedel                        | deutscher Fotograf                                                          | 66    |        |
| 27. Juni | Harvey McGregor                       | britischer Jurist                                                           | 89    | ;      |
| 27. Juni | Alfredo del Mónaco                    | venezolanischer Komponist                                                   | 77    |        |
| 27. Juni | Hanspeter Oschwald                    | deutscher Journalist und Sachbuchautor                                      | 72    |        |
| 27. Juni | Luis Paz                              | kolumbianischer Fußballspieler                                              | 73    |        |
| 27. Juni | Boris Schilkow                        | sowjetischer Eisschnellläufer                                               | 87    |        |
| 27. Juni | Chris Squire                          | britischer Bassist und Sänger                                               | 67    |        |
| 27. Juni | Marc Steckar                          | französischer Jazzmusiker und Komponist                                     | 80    |        |
| 27. Juni | Bronius Vyšniauskas                   | litauischer Bildhauer                                                       | 92    |        |
| 26. Juni | Paul Ambros                           | deutscher Eishockeyspieler                                                  | 81    |        |
| 26. Juni | Pétur Blöndal                         | isländischer Politiker                                                      | 71    |        |
| 26. Juni | Larry Carberry                        | englischer Fußballspieler                                                   | 79    |        |
| 26. Juni | Carlos Carli                          | uruguayisch-spanischer Jazzschlagzeuger                                     | 69    |        |
| 26. Juni | Vytautas Galvonas                     | litauischer Manager und Politiker                                           | 57    |        |
| 26. Juni | Regina Isecke                         | deutsche Rollstuhltennisspielerin                                           | 62    |        |
| 26. Juni | Eter Kakulia                          | georgische Sängerin                                                         | 67    |        |
| 26. Juni | Nodar Kantscheli                      | russischer Bauingenieur                                                     | 77    |        |
| 26. Juni | Herbert Lori                          | deutscher Basketballspieler und -trainer                                    | 81    |        |
| 26. Juni | Matti Makkonen                        | finnischer Ingenieur                                                        | 63    |        |
| 26. Juni | Richard Matt                          | US-amerikanischer Mörder und Gefängnisausbrecher                            | 49    |        |
| 26. Juni | Heinrich Nöth                         | deutscher Chemiker                                                          | 87    |        |
| 26. Juni | Ōtsuka Jirō                           | japanischer Wadō-Ryu-Karate-Großmeister                                     | 81    |        |
| 26. Juni | Pawel Plotnikow                       | russischer Generalleutnant und Held der Sowjetunion                         | 97    |        |
| 26. Juni | Jewgeni Primakow                      | russischer Politiker                                                        | 85    |        |
| 26. Juni | Kája Saudek                           | tschechischer Comiczeichner                                                 | 80    |        |
| 26. Juni | Alois Senti                           | schweizerischer Journalist und Sagenforscher                                | 85    |        |
| 26. Juni | Alexa Suelzer                         | US-amerikanische Autorin, Pädagogin, Theologin und Literaturkritikerin      | 97    |        |
| 26. Juni | Sergei Stadnikov                      | estnischer Ägyptologe und Publizist                                         | 58    |        |
| 26. Juni | Chris Thompson                        | US-amerikanischer Drehbuchautor und Fernsehproduzent                        | 63    |        |
| 26. Juni | Denis Thwaites                        | englischer Fußballspieler                                                   | 70    |        |
| 26. Juni | Donald Wexler                         | US-amerikanischer Architekt                                                 | 89    |        |
| 25. Juni | Rüdiger Bartsch                       | deutscher Politiker                                                         | 72    |        |
| 25. Juni | Lou Butera                            | US-amerikanischer Poolbillardspieler                                        | 78    |        |
| 25. Juni | Graham Dorey                          | britischer Jurist und Verwalter                                             | 82    |        |
| 25. Juni | Hal Gaylor                            | kanadischer Jazzbassist                                                     | 85    |        |
| 25. Juni | Hans-Jörg Kellner                     | deutscher Provinzialrömischer Archäologe und Numismatiker                   | 94    |        |
| 25. Juni | Patrick Macnee                        | britisch-US-amerikanischer Schauspieler und Hörspielsprecher                | 93    |        |
| 25. Juni | Maaparankoe Mahao                     | lesothischer General                                                        | 47    |        |
| 25. Juni | Hélène Monette                        | kanadische Schriftstellerin                                                 | 55    |        |
| 25. Juni | Nerses Bedros XIX. Tarmouni           | ägyptischer Patriarch des armenisch-katholischen Patriarchats von Kilikien  | 75    |        |
| 25. Juni | Fred R. Price                         | US-amerikanischer Artdirector und Bühnenbildner                             | 88    |        |
| 25. Juni | Jamie Reid                            | kanadischer Dichter                                                         | 74    |        |
| 25. Juni | Hans-Jochen Tschiche                  | deutscher Politiker                                                         | 85    |        |
| 25. Juni | Frank Vischer                         | Schweizer Jurist                                                            | 91    |        |
| 25. Juni | Theodore Weesner                      | US-amerikanischer Schriftsteller                                            | 79    |        |
| 25. Juni | O'Kelley Whitaker                     | US-amerikanischer Bischof                                                   | 88    |        |
| 25. Juni | Wansa                                 | yesidische Prinzessin                                                       |       |        |
| 24. Juni | Rudolf W. Ammann                      | Schweizer Mediziner                                                         | 89    |        |
| 24. Juni | Cristiano Araújo                      | brasilianischer Sänger und Songwriter                                       | 29    |        |
| 24. Juni | Mario Biaggi                          | US-amerikanischer Politiker                                                 | 97    |        |
| 24. Juni | Florian Bischof                       | deutscher Politiker                                                         | 37    |        |
| 24. Juni | Horst Bökemeier                       | deutscher Politiker                                                         | 80    |        |
| 24. Juni | Walter Browne                         | US-amerikanischer Schachspieler                                             | 66    |        |
| 24. Juni | Marva Collins                         | US-amerikanische Lehrerin und Erzieherin                                    | 78    |        |
| 24. Juni | Susan Ahn Cuddy                       | US-amerikanische Marineoffizierin                                           | 100   |        |
| 24. Juni | Johannes Heydenreich                  | deutscher Physiker                                                          | 85    |        |
| 24. Juni | Aníbal Marconi                        | argentinischer Tangosänger und -dichter                                     | 78    |        |
| 24. Juni | Robert Hugh Pickering                 | kanadischer Curler und Politiker                                            | 82    |        |
| 24. Juni | Friedrich Wilhelm Räuker              | deutscher Journalist und Rundfunkintendant                                  | 86    |        |
| 23. Juni | Marujita Díaz                         | spanische Schauspielerin                                                    | 83    |        |
| 23. Juni | Otmar Emerling                        | österreichischer Politiker                                                  | 90    |        |
| 23. Juni | John Gibbens                          | britischer Musiker und Dichter                                              | 56    |        |
| 23. Juni | Gerhard Hausmann                      | deutscher Maler, Grafiker und Bildhauer                                     | 92    |        |
| 23. Juni | Ernst-Albert Holzapfel                | deutscher Unternehmer und Verbandsfunktionär                                | 79    |        |
| 23. Juni | Nirmala Joshi                         | indische Ordensschwester                                                    | 80    |        |
| 23. Juni | Thé Lau                               | niederländischer Musiker                                                    | 62    |        |
| 23. Juni | Otto Leiberich                        | deutscher Kryptologe                                                        | 87    |        |
| 23. Juni | Helmuth Lohner                        | österreichischer Schauspieler und Theaterregisseur                          | 82    |        |
| 23. Juni | Eduard Lohse                          | deutscher evangelischer Theologe                                            | 91    |        |
| 23. Juni | Elizabeth MacLennan                   | britische Schauspielerin                                                    | 77    |        |
| 23. Juni | Alex Mathew                           | indischer Schauspieler                                                      | ≈57   |        |
| 23. Juni | Herbert Neder                         | deutscher Politiker                                                         | 75    |        |
| 23. Juni | Magali Noël                           | französische Schauspielerin und Sängerin                                    | 82    |        |
| 23. Juni | Bernd Pfaff                           | deutscher Fußballfunktionär                                                 | 74    |        |
| 23. Juni | Harvey Pollack                        | US-amerikanischer Sportstatistiker                                          | 93    |        |
| 23. Juni | Dick Van Patten                       | US-amerikanischer Schauspieler, Unternehmer und Tierschützer                | 86    |        |
| 23. Juni | Young Ready                           | US-amerikanischer Rapper und Musikproduzent                                 | 31    |        |
| 23. Juni | Lonnie Spurrier                       | US-amerikanischer Leichtathlet                                              | 83    |        |
| 23. Juni | Klaus Steinhaußen                     | deutscher Schriftsteller und Lektor                                         | 84    |        |
| 23. Juni | Young Ready                           | US-amerikanischer Rapper                                                    | 31    |        |
| 23. Juni | Chris Woodhead                        | britischer Pädagoge                                                         | 68    |        |
| 22. Juni | James Ackerman                        | australischer Rugbyspieler                                                  | 25    |        |
| 22. Juni | Laura Antonelli                       | italienische Schauspielerin                                                 | 73    |        |
| 22. Juni | Carlinhos                             | brasilianischer Fußballspieler                                              | 77    |        |
| 22. Juni | Constantin Cernăianu                  | rumänischer Fußballspieler und -trainer                                     | 81    |        |
| 22. Juni | James Carnegie, 3. Duke of Fife       | britischer Adliger                                                          | 85    |        |
| 22. Juni | Albert Evans                          | US-amerikanischer Balletttänzer                                             | 46    |        |
| 22. Juni | Don Featherstone                      | US-amerikanischer Künstler und Erfinder                                     | 79    |        |
| 22. Juni | Miguel Facussé                        | honduranischer Unternehmer                                                  | 90    |        |
| 22. Juni | Gerasimos Evangelos Fokas             | griechischer Bischof                                                        | 64    |        |
| 22. Juni | Horst Heine                           | deutscher Arzt und Kardiologe                                               | 84    |        |
| 22. Juni | Jürgen Höpfl                          | deutscher Sportjournalist und Buchautor                                     | 54    |        |
| 22. Juni | James Horner                          | US-amerikanischer Komponist                                                 | 61    |        |
| 22. Juni | Ljubow Kosyrewa                       | sowjetische Skilangläuferin                                                 | 85    |        |
| 22. Juni | Sonny Madrid                          | US-amerikanischer Zeitschriftengründer                                      | 70    |        |
| 22. Juni | Burkhard Mojsisch                     | deutscher Philosoph und Hochschullehrer                                     | 70    |        |
| 22. Juni | Gregorio Morales                      | spanischer Schriftsteller                                                   | 62    |        |
| 22. Juni | Irma Schwager                         | österreichische Widerstandskämpferin gegen den Nationalsozialismus          | 95    |        |
| 22. Juni | Dick Stanfel                          | US-amerikanischer American-Football-Spieler und -Trainer                    | 87    |        |
| 22. Juni | Franz Stegner                         | deutscher Unternehmer                                                       | 78    | [ 4 ]  |
| 22. Juni | Toshifumi Takizawa                    | japanischer Filmregisseur                                                   | 61    |        |
| 22. Juni | Robert Urach                          | österreichischer Musiker                                                    | 74    |        |
| 22. Juni | Kornelius Wiebe                       | deutscher Bischof                                                           | 59    |        |
| 22. Juni | Gabriele Wohmann                      | deutsche Schriftstellerin                                                   | 83    |        |
| 21. Juni | Chahryar Adle                         | iranischer Historiker und Archäologe                                        | 71    |        |
| 21. Juni | Wilfrid Bach                          | deutscher Geograph und Klimatologe                                          | 79    |        |
| 21. Juni | Ezkimo                                | finnischer Musiker                                                          | 35    |        |
| 21. Juni | Darryl Hamilton                       | US-amerikanischer Baseballspieler                                           | 50    |        |
| 21. Juni | Dieter Hentschel                      | deutscher Fußballspieler                                                    | 70    |        |
| 21. Juni | Rolf Kralovitz                        | deutscher Schauspieler, Autor und Kabarettist                               | 90    |        |
| 21. Juni | Charles H. Lohr                       | US-amerikanischer Mediävist                                                 | 89    |        |
| 21. Juni | Tony Longo                            | US-amerikanischer Schauspieler                                              | 53    |        |
| 21. Juni | Veijo Meri                            | finnischer Schriftsteller                                                   | 86    |        |
| 21. Juni | Bogdan Nicula                         | rumänischer Balletttänzer                                                   | 34    |        |
| 21. Juni | Pino Persico                          | italienischer Gastronom                                                     | 51    |        |
| 21. Juni | Remo Remotti                          | italienischer Schauspieler, Drehbuchautor und Künstler                      | 90    |        |
| 21. Juni | Alexander Schalck-Golodkowski         | deutscher Politiker                                                         | 82    |        |
| 21. Juni | Gunther Schuller                      | US-amerikanischer Komponist und Musikwissenschaftler                        | 89    |        |
| 21. Juni | Lynn Arthur Steen                     | US-amerikanischer Mathematiker                                              | 74    |        |
| 21. Juni | Arved Viirlaid                        | estnischer Schriftsteller und Lyriker                                       | 93    |        |
| 21. Juni | Siegfried Wenzel                      | deutscher Wirtschaftsfunktionär                                             | 85    |        |
| 21. Juni | Jules Wright                          | britische Theaterleiterin und Unternehmerin                                 | 67    |        |
| 20. Juni | Esther Brand                          | südafrikanische Leichtathletin                                              | 92    |        |
| 20. Juni | JoAnn Dean Killingsworth              | US-amerikanische Schauspielerin                                             | 91    |        |
| 20. Juni | François Delapierre                   | französischer Politiker                                                     | 44    |        |
| 20. Juni | Harold Feinstein                      | US-amerikanische Fotograf                                                   | 84    |        |
| 20. Juni | Martin Frank                          | deutscher Verwaltungsbeamter                                                | 71    |        |
| 20. Juni | Brian Henderson                       | US-amerikanischer Mediziner und Hochschullehrer                             | 77    |        |
| 20. Juni | Günter Karnhof                        | deutscher Fußballspieler                                                    | 83    |        |
| 20. Juni | Angelo Niculescu                      | rumänischer Fußballspieler und -trainer                                     | 93    |        |
| 20. Juni | Thomas Pasch                          | Schweizer Mediziner                                                         | 74    |        |
| 20. Juni | Gerhard A. Ritter                     | deutscher Historiker                                                        | 86    |        |
| 20. Juni | Doug Rombough                         | kanadischer Eishockeyspieler                                                | 64    |        |
| 20. Juni | Takanonami Sadahiro                   | japanischer Sumoringer                                                      | 43    |        |
| 20. Juni | Miriam Schapiro                       | US-amerikanische Künstlerin                                                 | 91    |        |
| 20. Juni | Reed Slatkin                          | US-amerikanischer Unternehmer und Betrüger                                  | 66    |        |
| 20. Juni | Ingeborg Spengelin                    | deutsche Architektin                                                        | 92    |        |
| 20. Juni | Anthony Sydes                         | US-amerikanischer Kinderdarsteller                                          | 74    |        |
| 20. Juni | Curro de Utrera                       | spanischer Flamenco-Sänger                                                  | 88    |        |
| 19. Juni | Phil Austin                           | US-amerikanischer Komiker und Autor                                         | 74    |        |
| 19. Juni | Harold Battiste                       | US-amerikanischer Musikproduzent                                            | 83    |        |
| 19. Juni | Horst Bednareck                       | deutscher Gesellschaftswissenschaftler                                      | 85    |        |
| 19. Juni | Bertrand Dorny                        | französischer Künstler                                                      | 83    |        |
| 19. Juni | Gley Eyherabide                       | uruguayischer Schriftsteller und Journalist                                 | 81    |        |
| 19. Juni | María Freire                          | uruguayische Malerin, Bildhauerin und Kunstkritikerin                       | 97    |        |
| 19. Juni | Bernd Hamm                            | deutscher Soziologe und Hochschullehrer                                     | 69    |        |
| 19. Juni | Bernhard Jagoda                       | deutscher Politiker und Leiter der Bundesanstalt für Arbeit                 | 74    |        |
| 19. Juni | Hans-Otto Leilich                     | deutscher Ingenieur und Hochschullehrer                                     | 89    |        |
| 19. Juni | Mark Littman                          | britischer Jurist                                                           | 94    |        |
| 19. Juni | Richard Meier                         | deutscher Jurist und Verfassungsschützer                                    | 87    |        |
| 19. Juni | Rondal Partridge                      | US-amerikanischer Fotograf                                                  | 97    |        |
| 19. Juni | Manfred Putz                          | österreichischer Handbiker                                                  | 45    |        |
| 19. Juni | James Salter                          | US-amerikanischer Schriftsteller                                            | 90    |        |
| 19. Juni | Xie Tieli                             | chinesischer Filmregisseur                                                  | 90    |        |
| 18. Juni | Darius Dhlomo                         | südafrikanischer Boxer und Sänger                                           | 83    |        |
| 18. Juni | Martin Krampen                        | deutscher Designer, Künstler und Semiotiker                                 | 87    |        |
| 18. Juni | Frances Kroll Ring                    | US-amerikanische Biografin und Textschreiberin                              | 99    |        |
| 18. Juni | Ralph J. Roberts                      | US-amerikanischer Medienunternehmer                                         | 95    |        |
| 18. Juni | Jack Rollins                          | US-amerikanischer Filmproduzent                                             | 100   |        |
| 18. Juni | Hans Joachim Schneider                | deutscher Rechtswissenschaftler, Kriminologe und Psychologe                 | 86    |        |
| 18. Juni | Klaus Selignow                        | deutscher Fußballspieler                                                    | 82    |        |
| 18. Juni | Heinz Vater                           | deutscher Sprachwissenschaftler                                             | 82    |        |
| 18. Juni | Danny Villanueva                      | US-amerikanischer American-Football-Spieler und Medienunternehmer           | 77    |        |
| 18. Juni | Allen Weinstein                       | US-amerikanischer Historiker                                                | 77    |        |
| 17. Juni | Nicola Badalucco                      | italienischer Drehbuchautor                                                 | 86    |        |
| 17. Juni | Theo Balle                            | deutscher Politiker                                                         | 89    |        |
| 17. Juni | Francisco Domingo Barbosa Da Silveira | uruguayischer Bischof                                                       | 71    | [ 5 ]  |
| 17. Juni | Manfred Bulling                       | deutscher Politiker, Jurist und Erfinder                                    | 85    |        |
| 17. Juni | Ron Clarke                            | australischer Leichtathlet und Politiker                                    | 78    |        |
| 17. Juni | John David Crow                       | US-amerikanischer American-Football-Spieler                                 | 79    |        |
| 17. Juni | Süleyman Demirel                      | türkischer Politiker                                                        | 90    |        |
| 17. Juni | Nelson Doubleday junior               | US-amerikanischer Verleger                                                  | 81    |        |
| 17. Juni | Paul Häringer                         | deutscher Eishockeyspieler                                                  | 53    |        |
| 17. Juni | Peter Hagenah                         | deutscher Marinemaler                                                       | 87    |        |
| 17. Juni | Dumitru Ivan                          | rumänischer Fußballspieler                                                  | 77    |        |
| 17. Juni | Ottheinrich Knödler                   | deutscher Geistlicher und Theologe                                          | 84    |        |
| 17. Juni | James B. Lee                          | US-amerikanischer Banker                                                    | 62    |        |
| 17. Juni | Roberto Marcelo Levingston            | argentinischer Politiker                                                    | 95    |        |
| 17. Juni | Manfred Morgan                        | deutscher Schlagersänger und Komponist                                      | 66    |        |
| 17. Juni | Clementa C. Pinckney                  | US-amerikanischer Geistlicher und Politiker                                 | 41    | [ 6 ]  |
| 17. Juni | Heinz Schilcher                       | deutscher Apotheker und Pharmakologe                                        | 85    |        |
| 17. Juni | Vlastimir Đuza Stojiljković           | jugoslawischer bzw. serbischer Schauspieler                                 | 85    |        |
| 17. Juni | Jean Warland                          | belgischer Jazzmusiker                                                      | 88    |        |
| 16. Juni | Carolyne Barry                        | US-amerikanischeTänzerin                                                    | 72    |        |
| 16. Juni | Diethelm Brüggemann                   | deutscher Germanist                                                         | 81    |        |
| 16. Juni | Charles Correa                        | indischer Architekt                                                         | 84    |        |
| 16. Juni | Ernst Eggimann                        | Schweizer Schriftsteller                                                    | 79    |        |
| 16. Juni | Chris Eyre                            | südafrikanisch-namibischer Naturschützer                                    | 71    |        |
| 16. Juni | Tarek al-Harzi                        | tunesischer Terrorist                                                       | 33    |        |
| 16. Juni | William Pajaud                        | US-amerikanischer Maler                                                     | 89    |        |
| 16. Juni | Greg Parks                            | kanadischer Eishockeyspieler                                                | 48    |        |
| 16. Juni | Tony Ranasinghe                       | sri-lankischer Schauspieler                                                 | 77    |        |
| 16. Juni | Jochen Riebel                         | deutscher Politiker                                                         | 70    |        |
| 16. Juni | Ernst Saalfrank                       | deutscher Fußballspieler                                                    | 75    |        |
| 16. Juni | Bill Sirs                             | britischer Gewerkschafter                                                   | 95    |        |
| 16. Juni | Jean Vautrin                          | französischer Schriftsteller, Regisseur und Drehbuchautor                   | 82    |        |
| 15. Juni | Walter Baltensperger                  | Schweizer Physiker                                                          | 88    |        |
| 15. Juni | Wilfried David                        | belgischer Radrennfahrer                                                    | 69    |        |
| 15. Juni | Jean Doré                             | kanadischer Politiker                                                       | 70    |        |
| 15. Juni | Elisabeth Elliot                      | US-amerikanische Missionarin                                                | 88    |        |
| 15. Juni | Alv Jakob Fostervoll                  | norwegischer Politiker                                                      | 83    |        |
| 15. Juni | Schanna Friske                        | russische Sängerin und Schauspielerin                                       | 40    |        |
| 15. Juni | Hans-Heinrich Held                    | deutscher Vielseitigkeitsreiter                                             | 57    |        |
| 15. Juni | Kirk Kerkorian                        | US-amerikanischer Unternehmer                                               | 98    |        |
| 15. Juni | Magdalena Kopp                        | deutsche Terroristin                                                        | 67    |        |
| 15. Juni | Rosalind Rowe                         | englische Tischtennisspielerin                                              | 82    |        |
| 15. Juni | Harry Rowohlt                         | deutscher Schriftsteller, Kolumnist, Übersetzer, Rezitator und Schauspieler | 70    |        |
| 15. Juni | Luisa Sjatkowa                        | sowjetische bzw. russische Geomorphologin und Hochschullehrerin             | 83    |        |
| 15. Juni | Blaze Starr                           | US-amerikanische Tänzerin und Model                                         | 83    |        |
| 15. Juni | Josef Topol                           | tschechischer Schriftsteller                                                | 80    |        |
| 15. Juni | Wu Kwok Hung                          | chinesischer Fußballspieler                                                 | 66    |        |
| 14. Juni | George Arthur                         | ghanaischer Fußballspieler und -trainer                                     | 46    |        |
| 14. Juni | Friedhelm Aust                        | deutscher Fußballspieler                                                    | 64    |        |
| 14. Juni | Werner M. Bauer                       | österreichischer Literaturwissenschaftler                                   | 73    |        |
| 14. Juni | John S. Carroll                       | US-amerikanischer Journalist und Zeitungsherausgeber                        | 73    |        |
| 14. Juni | Harri Czepuck                         | deutscher Journalist                                                        | 87    |        |
| 14. Juni | Anne Nicole Gaylor                    | US-amerikanische Aktivistin                                                 | 88    |        |
| 14. Juni | David Kennedy                         | US-amerikanischer Filmproduzent und Künstleragent                           | 73    |        |
| 14. Juni | Hilary Masters                        | US-amerikanischer Schriftsteller                                            | 87    |        |
| 14. Juni | Viktor Reschetnjak                    | ukrainischer Mediziner und Politiker                                        | 65    |        |
| 14. Juni | Qiao Shi                              | chinesischer Politiker                                                      | 90    |        |
| 14. Juni | Amy Wallis                            | kanadische Schauspielerin                                                   | 32    |        |
| 14. Juni | Walter Weller                         | österreichischer Geiger und Dirigent                                        | 75    |        |
| 14. Juni | George Winslow                        | US-amerikanischer Schauspieler                                              | 69    |        |
| 14. Juni | Jürgen Wittenstein                    | deutscher Widerstandskämpfer                                                | 96    |        |
| 14. Juni | Manfred Wundram                       | deutscher Kunsthistoriker                                                   | 89    |        |
| 14. Juni | Heinz Günter Zavelberg                | deutscher Politiker                                                         | 86    |        |
| 14. Juni | Zito                                  | brasilianischer Fußballspieler                                              | 82    |        |
| 13. Juni | Edna Anderson-Owens                   | US-amerikanische Musikmanagerin                                             | 76    |        |
| 13. Juni | Robert James Blattner                 | US-amerikanischer Mathematiker                                              | 83    |        |
| 13. Juni | Joyce Anne Brown                      | US-amerikanisches Justizopfer                                               | 68    |        |
| 13. Juni | Allan Browne                          | australischer Jazzschlagzeuger und -komponist                               | 70    |        |
| 13. Juni | Rudolf Buczolich                      | österreichischer Schauspieler                                               | 81    |        |
| 13. Juni | Suzy Dietrich                         | US-amerikanische Automobilrennfahrerin                                      | 88    |        |
| 13. Juni | Russell J. Donnelly                   | kanadisch-US-amerikanischer Physiker                                        | 85    |        |
| 13. Juni | Drs. P                                | niederländisch-schweizerischer Kabarettist und Sänger                       | 95    |        |
| 13. Juni | Elfriede Ducke                        | deutsche Bildhauerin                                                        | 90    |        |
| 13. Juni | Martin Frehner                        | deutscher Politiker                                                         | 94    |        |
| 13. Juni | Lothar Gruchmann                      | deutscher Historiker und Politikwissenschaftler                             | 86    |        |
| 13. Juni | Magnus Härenstam                      | schwedischer Schauspieler und Fernsehmoderator                              | 73    |        |
| 13. Juni | Junix Inocian                         | philippinischer Schauspieler                                                | 64    |        |
| 13. Juni | Sheila Kaul                           | indische Politikerin                                                        | 100   |        |
| 13. Juni | Graham Lord                           | britischer Biograf und Schriftsteller                                       | 72    |        |
| 13. Juni | Klaus-Dieter Ochs                     | deutscher Fußballtrainer                                                    | 75    |        |
| 13. Juni | David Oniya                           | nigerianischer Fußballspieler                                               | 30    |        |
| 13. Juni | Miljan Radović                        | jugoslawischer Politiker                                                    | 81    |        |
| 13. Juni | Habibur Rahman Milon                  | bangladeschischer Journalist                                                | 78    |        |
| 13. Juni | Torgils Moe                           | norwegischer Schauspieler, Sänger und Pianist                               | 86    |        |
| 13. Juni | Sergio Renán                          | argentinischer Schauspieler, Regisseur und Theaterintendant                 | 82    |        |
| 13. Juni | Mike Shrimpton                        | neuseeländischer Cricketspieler und -trainer                                | 74    |        |
| 13. Juni | Osamu Takahashi                       | japanischer Schriftsteller                                                  | 86    |        |
| 13. Juni | Leon Wecke                            | niederländischer Polemologe                                                 | 83    |        |
| 13. Juni | Ronald Wilford                        | US-amerikanischer Musikmanager                                              | 87    |        |
| 12. Juni | Schoschana Arbeli-Almoslino           | israelische Politikerin                                                     | 89    |        |
| 12. Juni | Fernando Brant                        | brasilianischer Komponist und Journalist                                    | 68    |        |
| 12. Juni | Nek Chand                             | indischer Künstler                                                          | 90    |        |
| 12. Juni | Pierre Dolbeault                      | französischer Mathematiker                                                  | 90    |        |
| 12. Juni | Rick Ducommun                         | kanadischer Schauspieler und Komiker                                        | 62    |        |
| 12. Juni | Christine Ertel                       | deutsche Architektin, Archäologin und Bauforscherin                         | 61    |        |
| 12. Juni | Micol Fontana                         | italienische Modedesignerin                                                 | 101   |        |
| 12. Juni | Ken Gibson                            | britischer Jazzposaunist, Komponist und Arrangeur                           | 75    |        |
| 12. Juni | James Gowan                           | britischer Architekt                                                        | 91    |        |
| 12. Juni | Jörg Heidelberger                     | deutscher Politiker                                                         | 72    |        |
| 12. Juni | Ivinho                                | brasilianischer Gitarrist                                                   | 62    |        |
| 12. Juni | Monica Lewis                          | US-amerikanische Schauspielerin                                             | 93    |        |
| 12. Juni | Frederick P. Li                       | chinesisch-US-amerikanischer Mediziner                                      | 75    |        |
| 12. Juni | Florentine Mütherich                  | deutsche Kunsthistorikerin                                                  | 100   |        |
| 12. Juni | Antoni Pitxot                         | spanischer Künstler                                                         | 81    |        |
| 12. Juni | Erika Rothstein                       | deutsche Politikerin                                                        | 79    |        |
| 12. Juni | René Schweizer                        | Schweizer Schriftsteller und Aktionskünstler                                | 71    |        |
| 12. Juni | Patrick Lennox Tierney                | US-amerikanischer Japanologe und Kunsthistoriker                            | 101   |        |
| 12. Juni | Ernest Tomlinson                      | britischer Komponist und Dirigent                                           | 90    |        |
| 12. Juni | Frits Vogel                           | niederländischer Künstler                                                   | 83    |        |
| 12. Juni | Franz Wilhelm                         | österreichischer Tänzer                                                     | 70    |        |
| 12. Juni | Nāsir al-Wuhaischī                    | jemenitischer Terrorist                                                     | 38    |        |
| 12. Juni | Frank Zachary                         | US-amerikanischer Journalist und Art Director                               | 101   |        |
| 11. Juni | Jim Ed Brown                          | US-amerikanischer Country-Sänger                                            | 81    |        |
| 11. Juni | Joop Castenmiller                     | niederländischer Fußballtrainer und -funktionär                             | 77    |        |
| 11. Juni | Ornette Coleman                       | US-amerikanischer Jazzmusiker                                               | 85    |        |
| 11. Juni | Hugo Höllenreiner                     | deutscher KZ-Überlebender                                                   | 81    | [ 7 ]  |
| 11. Juni | Jack King                             | US-amerikanischer Kommunikationsbeamter                                     | 84    |        |
| 11. Juni | Max Künstler                          | deutscher Politiker                                                         | 91    |        |
| 11. Juni | Sebastiano Mannironi                  | italienischer Gewichtheber                                                  | 84    |        |
| 11. Juni | Ron Moody                             | britischer Schauspieler                                                     | 91    |        |
| 11. Juni | Wyatt Neumann                         | US-amerikanischer Fotograf                                                  | 42    |        |
| 11. Juni | David Premack                         | US-amerikanischer Psychologe                                                | 89    |        |
| 11. Juni | Dusty Rhodes                          | US-amerikanischer Wrestler                                                  | 69    |        |
| 11. Juni | Ralf Sommerlad                        | deutscher Artenschützer, Sachbuchautor und Naturfotograf                    | 62    |        |
| 11. Juni | John Benjamin Stewart                 | kanadischer Politiker                                                       | 90    |        |
| 11. Juni | Heinz Velten                          | deutscher Maler, Grafiker und Hochschullehrer                               | 80    | [ 8 ]  |
| 10. Juni | David Bellotti                        | britischer Politiker                                                        | 71    |        |
| 10. Juni | Robert Chartoff                       | US-amerikanischer Filmproduzent                                             | 81    | [ 9 ]  |
| 10. Juni | Johnny Fullam                         | irischer Fußballspieler                                                     | 75    |        |
| 10. Juni | Wolfgang Jeschke                      | deutscher Science-Fiction-Autor und -Herausgeber                            | 78    |        |
| 10. Juni | Julie Kirkham                         | US-amerikanische Filmproduzentin und Drehbuchautorin                        | 61    |        |
| 10. Juni | Ingeborg Köhler-Rieckenberg           | deutsche Volkswirtin                                                        | 100   |        |
| 10. Juni | Bruno Krammer                         | deutscher Journalist                                                        | 88    |        |
| 10. Juni | Heinz Kretzschmar                     | deutscher Jazzmusiker                                                       | 89    |        |
| 10. Juni | Héctor Pérez Plazola                  | mexikanischer Politiker                                                     | 81    |        |
| 10. Juni | Ron Pollard                           | britischer Wettanbieter und PR-Manager                                      | 89    |        |
| 10. Juni | Árpád Pullai                          | ungarischer Politiker                                                       | 89    |        |
| 10. Juni | Erich Reiter                          | österreichischer Jurist, Politikwissenschaftler und Ministerialbeamter      | 68    |        |
| 10. Juni | Henry Riggs                           | US-amerikanischer Universitätspräsident                                     | 80    |        |
| 9. Juni  | Jochen Bepler                         | deutscher Bibliothekar                                                      | 63    |        |
| 9. Juni  | Wilfried Bork                         | deutscher Feldhandballspieler                                               | 70    |        |
| 9. Juni  | Jean Gruault                          | französischer Schriftsteller und Drehbuchautor                              | 90    |        |
| 9. Juni  | Randy Howard                          | US-amerikanischer Country-Musiker                                           | 65    |        |
| 9. Juni  | Igor Kostin                           | moldawisch-ukrainischer Fotograf und Journalist                             | 78    |        |
| 9. Juni  | James Last                            | deutscher Bandleader                                                        | 86    |        |
| 9. Juni  | Fred Anton Maier                      | norwegischer Eisschnellläufer                                               | 76    |        |
| 9. Juni  | Nuno Melo                             | portugiesischer Schauspieler                                                | 55    |        |
| 9. Juni  | Amos Midzi                            | simbabwischer Politiker                                                     | 62    |        |
| 9. Juni  | Vincent Musetto                       | US-amerikanischer Headliner                                                 | 74    |        |
| 9. Juni  | Pumpkinhead                           | US-amerikanischer Rap-Musiker                                               | 39    |        |
| 9. Juni  | Rainer Riehn                          | deutscher Komponist, Dirigent und Herausgeber                               | 73    |        |
| 9. Juni  | Pedro Zerolo                          | spanisch-venezonalinischer Aktivist                                         | 54    |        |
| 9. Juni  | Ilija Živković                        | kroatischer Katholischer Theologe                                           | 61    |        |
| 8. Juni  | Archie Alleyne                        | kanadischer Jazz-Schlagzeuger                                               | 82    |        |
| 8. Juni  | Paul Bacon                            | US-amerikanischer Graphiker und Autor                                       | 91    |        |
| 8. Juni  | Harry Böseke                          | deutscher Schriftsteller                                                    | 65    |        |
| 08. Juni | Muhammad Sharif Butt                  | pakistanischer Sprinter                                                     | 89    |        |
| 8. Juni  | Marie-Louise Carven                   | französische Modedesignerin                                                 | 105   |        |
| 8. Juni  | Julius Drescher                       | deutscher Politiker                                                         | 95    |        |
| 8. Juni  | Dschuna                               | russische Astrologin und Geistheilerin                                      | 65    |        |
| 8. Juni  | Mervin Field                          | US-amerikanischer Statistiker und Meinungsforscher                          | 94    |        |
| 8. Juni  | Otokar Hořínek                        | tschechoslowakischer Sportschütze                                           | 86    |        |
| 8. Juni  | Edgar Klier                           | deutscher Maler und Grafiker                                                | 89    |        |
| 8. Juni  | Tiki Nxumalo                          | südafrikanischer Schauspieler                                               | 65    |        |
| 8. Juni  | Aldo Vieira da Rosa                   | brasilianischer Ingenieurwissenschaftler                                    | 97    |        |
| 8. Juni  | David Rotem                           | israelischer Politiker                                                      | 66    |        |
| 8. Juni  | Chea Sim                              | kambodschanischer Politiker                                                 | 82    |        |
| 8. Juni  | Hans Wever                            | deutscher Werkstoffwissenschaftler und Physiker                             | 82    | [ 10 ] |
| 7. Juni  | Roger Asmussen                        | deutscher Politiker                                                         | 78    |        |
| 7. Juni  | Angelita Castro-Kelly                 | philippinische Physikerin                                                   | 72    |        |
| 7. Juni  | Roland Ertl                           | österreichischer Architekt                                                  | 80    |        |
| 7. Juni  | Paul Hengge                           | österreichischer Schriftsteller und Drehbuchautor                           | 85    |        |
| 7. Juni  | Dick Holthaus                         | niederländischer Modedesigner                                               | 86    |        |
| 7. Juni  | Christopher Lee                       | britischer Schauspieler                                                     | 93    |        |
| 7. Juni  | Severin Leitner                       | italienischer Geistlicher                                                   | 70    |        |
| 7. Juni  | Corky McClerkin                       | US-amerikanischer Jazzmusiker                                               | 73    |        |
| 7. Juni  | Charlie Norton                        | britischer Journalist, Extremsportler und Publizist                         | 39    |        |
| 7. Juni  | Christoph Oberer                      | Schweizer Malakologe                                                        | 62    |        |
| 7. Juni  | Michael Oliver                        | britischer Mediziner                                                        | 89    |        |
| 7. Juni  | Peter Petherick                       | neuseeländischer Cricketspieler                                             | 72    |        |
| 7. Juni  | Gwilym Prichard                       | britischer Maler                                                            | 84    |        |
| 7. Juni  | Paul Sahner                           | deutscher Journalist                                                        | 70    |        |
| 7. Juni  | Wassili Schupikow                     | russischer Fußballspieler                                                   | 61    |        |
| 7. Juni  | Cole Tucker                           | US-amerikanischer Pornodarsteller                                           | 61    |        |
| 7. Juni  | Fidenzio Volpi                        | italienischer Geistlicher und Theologe                                      | 75    |        |
| 7. Juni  | Anneliese Wellensiek                  | deutsche Erziehungswissenschaftlerin                                        | 56    |        |
| 7. Juni  | Rubén Yáñez                           | uruguayischer Schauspieler                                                  | 86    |        |
| 6. Juni  | Aarthi Agarwal                        | US-amerikanische Schauspielerin                                             | 31    |        |
| 6. Juni  | Barry Albin-Dyer                      | britischer Bestattungsunternehmer                                           | 64    |        |
| 6. Juni  | Lenny Boyd                            | kanadischer Jazz-Bassist                                                    | ?     |        |
| 6. Juni  | Pierre Brice                          | französischer Schauspieler                                                  | 86    |        |
| 6. Juni  | Vincent Bugliosi                      | US-amerikanischer Jurist und Autor                                          | 80    |        |
| 6. Juni  | John Derr                             | US-amerikanischer Sportreporter                                             | 97    |        |
| 6. Juni  | Jorge Galemire                        | uruguayischer Gitarrist und Sänger                                          | 64    |        |
| 6. Juni  | Ronnie Gilbert                        | US-amerikanische Folksängerin, -songwriterin und Aktivistin                 | 88    |        |
| 6. Juni  | Colin Jackson                         | schottischer Fußballspieler                                                 | 68    |        |
| 6. Juni  | Richard Johnson                       | britischer Schauspieler                                                     | 87    |        |
| 6. Juni  | Marcelle Kellermann                   | frankobritische Sprachwissenschaftlerin                                     | 96    |        |
| 6. Juni  | Corry van der Linden                  | niederländische Hörspiel- und Synchronsprecherin                            | 78    |        |
| 6. Juni  | Dieter Medicus                        | deutscher Rechtswissenschaftler                                             | 86    |        |
| 6. Juni  | Oleg Nikitinski                       | russischer Philologe                                                        | 47    |        |
| 6. Juni  | Wilhelm Roepert                       | deutscher Politiker (SPD) und MdHB                                          | 85    |        |
| 6. Juni  | Feras Saied                           | syrischer Bodybuilder                                                       | 34    |        |
| 6. Juni  | Sergei Scharikow                      | russischer Fechter                                                          | 40    |        |
| 6. Juni  | Ludvík Vaculík                        | tschechischer Schriftsteller                                                | 88    |        |
| 6. Juni  | Martin Vogler                         | deutscher Politiker                                                         | 86    |        |
| 6. Juni  | Sheila Whiteley                       | britische Musikwissenschaftlerin                                            | 74    |        |
| 5. Juni  | Tariq Aziz                            | irakischer Politiker                                                        | ≈79   |        |
| 5. Juni  | Alan Bond                             | australischer Unternehmer                                                   | 77    |        |
| 5. Juni  | Manuel Camacho Solís                  | mexikanischer Politiker                                                     | 69    |        |
| 5. Juni  | Kazuo Chiba                           | japanischer Aikido-Lehrer                                                   | 75    |        |
| 5. Juni  | Jerry Collins                         | neuseeländischer Rugbyspieler                                               | 34    |        |
| 5. Juni  | Giacomo Furia                         | italienischer Schauspieler und Drehbuchautor                                | 90    |        |
| 5. Juni  | Kurt Gebhardt                         | deutscher Jurist und Politiker                                              | 91    |        |
| 5. Juni  | Jane Hart                             | US-amerikanische Aktivistin                                                 | 93    |        |
| 5. Juni  | Ivana Houserová                       | tschechische Glaskünstlerin und -designerin                                 | 57    |        |
| 5. Juni  | Ralph Hyde                            | britischer Museumskurator                                                   | 76    |        |
| 5. Juni  | Peter Iwersen                         | deutscher Manager                                                           | 79    |        |
| 5. Juni  | Fritz Jeßler                          | deutscher Pädagoge und Komponist                                            | 90    |        |
| 5. Juni  | Julien Mawule Kouto                   | togolesischer Bischof                                                       | 68    | [ 11 ] |
| 5. Juni  | Colette Marchand                      | französische Tänzerin und Schauspielerin                                    | 90    |        |
| 5. Juni  | Irving Mondschein                     | US-amerikanischer Leichtathlet und Leichtathletiktrainer                    | 91    |        |
| 5. Juni  | Helmut Nies                           | deutscher Brigadegeneral der Bundeswehr                                     | 84    |        |
| 5. Juni  | Marjory Russell                       | schottische Badmintonspielerin                                              | 86    |        |
| 5. Juni  | Roger Vergé                           | französischer Koch, Gastronom und Autor                                     | 85    |        |
| 5. Juni  | Seth Winston                          | US-amerikanischer Drehbuchautor, Regisseur und Filmproduzent                | 64    |        |
| 5. Juni  | Hubert Wurmbach                       | deutscher Anglist und Hochschullehrer                                       | 76    |        |
| 5. Juni  | Karl-Heinz Zurbonsen                  | deutscher Journalist                                                        | 68    |        |
| 4. Juni  | Marguerite Patten                     | britische Kochbuchautorin                                                   | 99    |        |
| 4. Juni  | Ernst Waldemar Bauer                  | deutscher Rundfunkpublizist, Biologe, Buchautor und Dokumentarfilmer        | 89    |        |
| 4. Juni  | Bengt Berndtsson                      | schwedischer Fußballspieler                                                 | 82    |        |
| 4. Juni  | Juozas Dringelis                      | litauischer Politiker                                                       | 79    |        |
| 4. Juni  | Helga Ettl                            | deutsche Musikpädagogin, Erziehungswissenschaftlerin und Hochschullehrerin  | 90    |        |
| 4. Juni  | Larry „Jim“ Ferguson                  | bahamaischer Sänger und Musiker                                             | 71    |        |
| 4. Juni  | Allan Fryer                           | australischer Sänger                                                        | 60    |        |
| 4. Juni  | Edith Hancke                          | deutsche Schauspielerin                                                     | 86    |        |
| 4. Juni  | Maurice Haskell Heins                 | US-amerikanischer Mathematiker                                              | 99    |        |
| 4. Juni  | Arno Klönne                           | deutscher Soziologe und Politikwissenschaftler                              | 84    |        |
| 4. Juni  | Charlie Morris                        | australischer Hammerwerfer                                                  | 88    |        |
| 4. Juni  | Leonid Pljuschtsch                    | sowjetischer Mathematiker und Dissident                                     | 77    |        |
| 4. Juni  | Anne Warburton                        | britische Diplomatin                                                        | 87    |        |
| 4. Juni  | Kurt Weber                            | polnischer Kameramann                                                       | 87    |        |
| 4. Juni  | Albert West                           | niederländischer Popsänger und Musikproduzent                               | 65    |        |
| 4. Juni  | Mark Williams                         | britischer Diplomat                                                         | 70    |        |
| 4. Juni  | Hermann Zapf                          | deutscher Typograf, Kalligraf, Autor und Dozent                             | 96    |        |
| 3. Juni  | Avi Beker                             | israelischer Diplomat, Autor und Verbandsfunktionär                         | 64    |        |
| 3. Juni  | Lester Bower                          | US-amerikanischer Mörder                                                    | 67    |        |
| 3. Juni  | Horst Brandstätter                    | deutscher Unternehmer                                                       | 81    |        |
| 3. Juni  | João Braza                            | portugiesischer Fado-Sänger                                                 | 62    |        |
| 3. Juni  | Jelena Chudjakowa                     | russische Künstlerin                                                        | 57    |        |
| 3. Juni  | Giovan Battista Fabbri                | italienischer Fußballspieler und -trainer                                   | 89    |        |
| 3. Juni  | Thomas Flynn                          | irischer Bischof                                                            | 83    |        |
| 3. Juni  | Bevo Francis                          | US-amerikanischer Basketballspieler                                         | 82    |        |
| 3. Juni  | Margaret Juntwait                     | US-amerikanische Radiomoderatorin                                           | 58    |        |
| 3. Juni  | Ergun Kantarcı                        | türkischer Fußballspieler und -trainer                                      | 68    |        |
| 3. Juni  | Eugene Kennedy                        | US-amerikanischer Psychologe                                                | 86    |        |
| 3. Juni  | Georges Schmits                       | belgischer Romanist und Kunsthistoriker                                     | 80    |        |
| 3. Juni  | Nikolai Schkrumko                     | russischer Bischof                                                          | 88    |        |
| 3. Juni  | Martin W. Sommer                      | deutscher Philatelist                                                       | 82    |        |
| 3. Juni  | Christoph Stern                       | Schweizer Volleyballfunktionär                                              | 64    |        |
| 2. Juni  | Fernando de Araújo                    | osttimoresischer Politiker                                                  | 52    |        |
| 2. Juni  | Adolf Arnold                          | deutscher Geograph                                                          | 80    |        |
| 2. Juni  | Anton Beran                           | österreichischer Fußballspieler und -trainer                                | 89    |        |
| 2. Juni  | Henry Bodmer                          | Schweizer Kunstmäzen                                                        | 85    |        |
| 2. Juni  | John Philip Busby                     | britischer Zeichner und Maler                                               | 87    |        |
| 2. Juni  | Martin Cole                           | britischer Sexualwissenschaftler                                            | 83    |        |
| 2. Juni  | Alberto De Martino                    | italienischer Filmregisseur und Drehbuchautor                               | 85    |        |
| 2. Juni  | Clara Fabry                           | deutsche Filmeditorin und Hochschullehrerin                                 | 72    |        |
| 2. Juni  | Günther Giers                         | deutscher Unternehmer                                                       | 80    |        |
| 2. Juni  | J. H. Jayawardena                     | sri-lankischer Schauspieler                                                 | 94    |        |
| 2. Juni  | Gordon S. Marshall                    | US-amerikanischer Unternehmer und Philanthrop                               | 95    |        |
| 2. Juni  | Heinz-Joachim Petzold                 | deutscher Schriftsteller und Künstlermanager                                | 76    |        |
| 2. Juni  | Irwin Rose                            | US-amerikanischer Biochemiker                                               | 88    |        |
| 2. Juni  | Günther Schneider-Siemssen            | deutsch-österreichischer Bühnenbildner                                      | 88    |        |
| 2. Juni  | Charls Walker                         | US-amerikanischer Staatssekretär                                            | 91    |        |
| 1. Juni  | Vladimir Furduj                       | jugoslawischer Schlagzeuger                                                 | 70    |        |
| 1. Juni  | Alexandra Prinzessin von Hannover     | deutsche Politikerin und Philanthropin                                      | 77    |        |
| 1. Juni  | Charles Kennedy                       | britischer Politiker                                                        | 55    |        |
| 1. Juni  | Joan Kirner                           | australische Politikerin                                                    | 76    |        |
| 1. Juni  | Peter Kruse                           | deutscher Psychologe                                                        | 60    |        |
| 1. Juni  | Michael Lane                          | US-amerikanischer Wrestler                                                  | 82    |        |
| 1. Juni  | Nicholas Liverpool                    | dominicanischer Politiker                                                   | 80    |        |
| 1. Juni  | Kurt Löb                              | niederländischer Künstler                                                   | 89    |        |
| 1. Juni  | Nobutaka Machimura                    | japanischer Politiker                                                       | 70    |        |
| 1. Juni  | Thormod Moum                          | norwegischer Eisschnelllauftrainer und -funktionär                          | 80    |        |
| 1. Juni  | Buck Moyer                            | US-amerikanischer Bischof                                                   | 94    |        |
| 1. Juni  | Prem Nath                             | indischer Ringer                                                            | 64    |        |
| 1. Juni  | Jacques Parizeau                      | kanadischer Politiker                                                       | 84    |        |
| 1. Juni  | Manfred Pesditschek                   | deutscher Politiker                                                         | 71    |        |
| 1. Juni  | Jean Ritchie                          | US-amerikanische Folksängerin und -musikerin                                | 92    |        |
| 1. Juni  | Tommy Rogers                          | US-amerikanischer Wrestler                                                  | 54    |        |
| 1. Juni  | Walter Rudersdorf                     | deutscher Heimatforscher                                                    | 89    |        |
| 1. Juni  | Dolores Spikes                        | US-amerikanische Mathematikerin und Universitätspräsidentin                 | 78    |        |
| 1. Juni  | Richard Watson                        | US-amerikanischer Folk-Gitarrist                                            | 49    |        |
| 1. Juni  | Tadeusz Józef Zawistowski             | polnischer Bischof                                                          | 85    |        |
| 1. Juni  | Manfred Zuleeg                        | deutscher Rechtswissenschaftler                                             | 80    |        |